# Lijst van Duitstalige literaire schrijvers

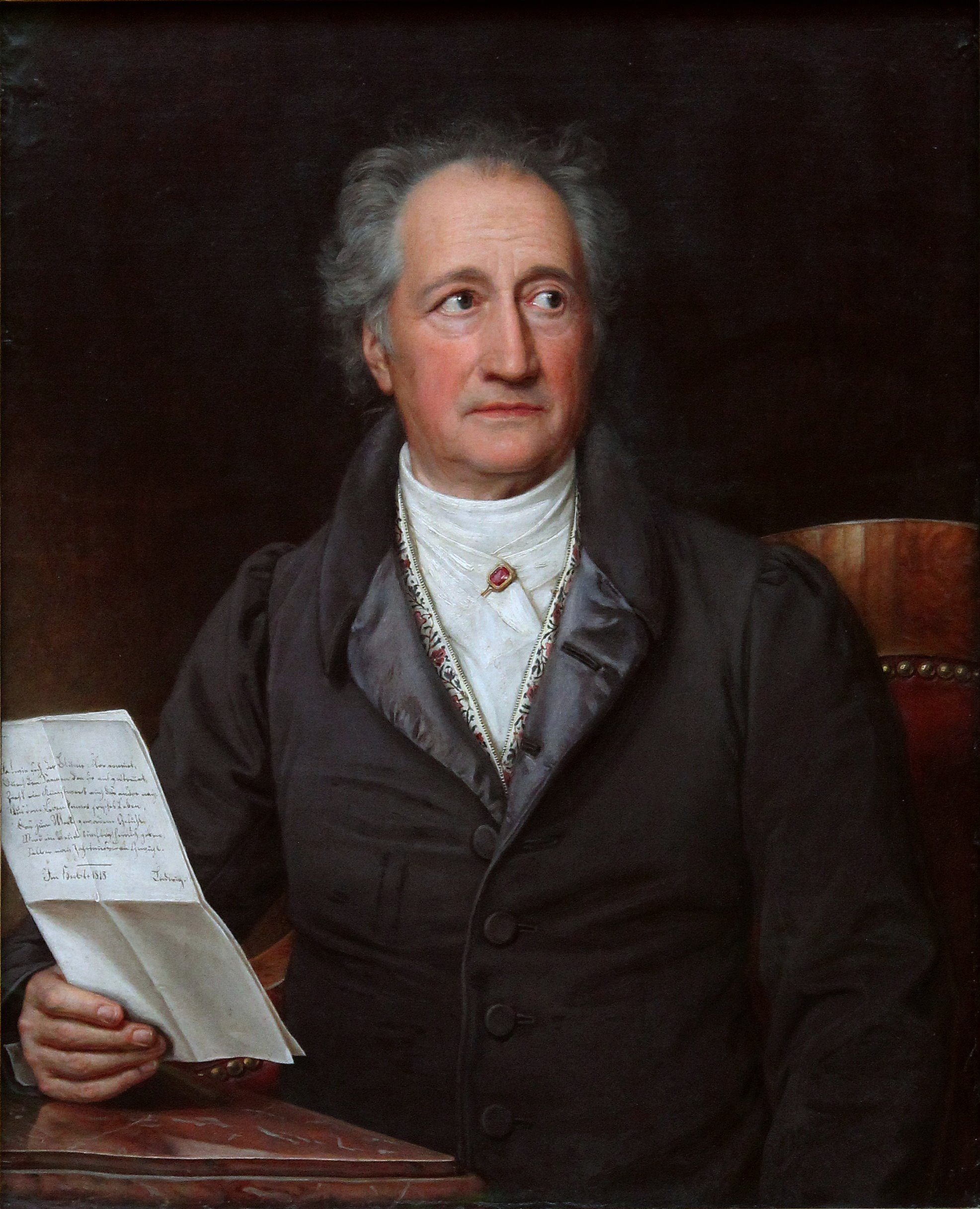
Johann Wolfgang von Goethe

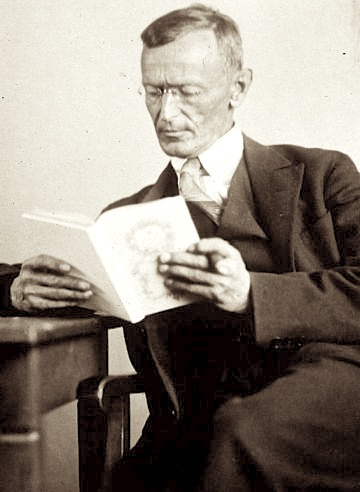
Hermann Hesse

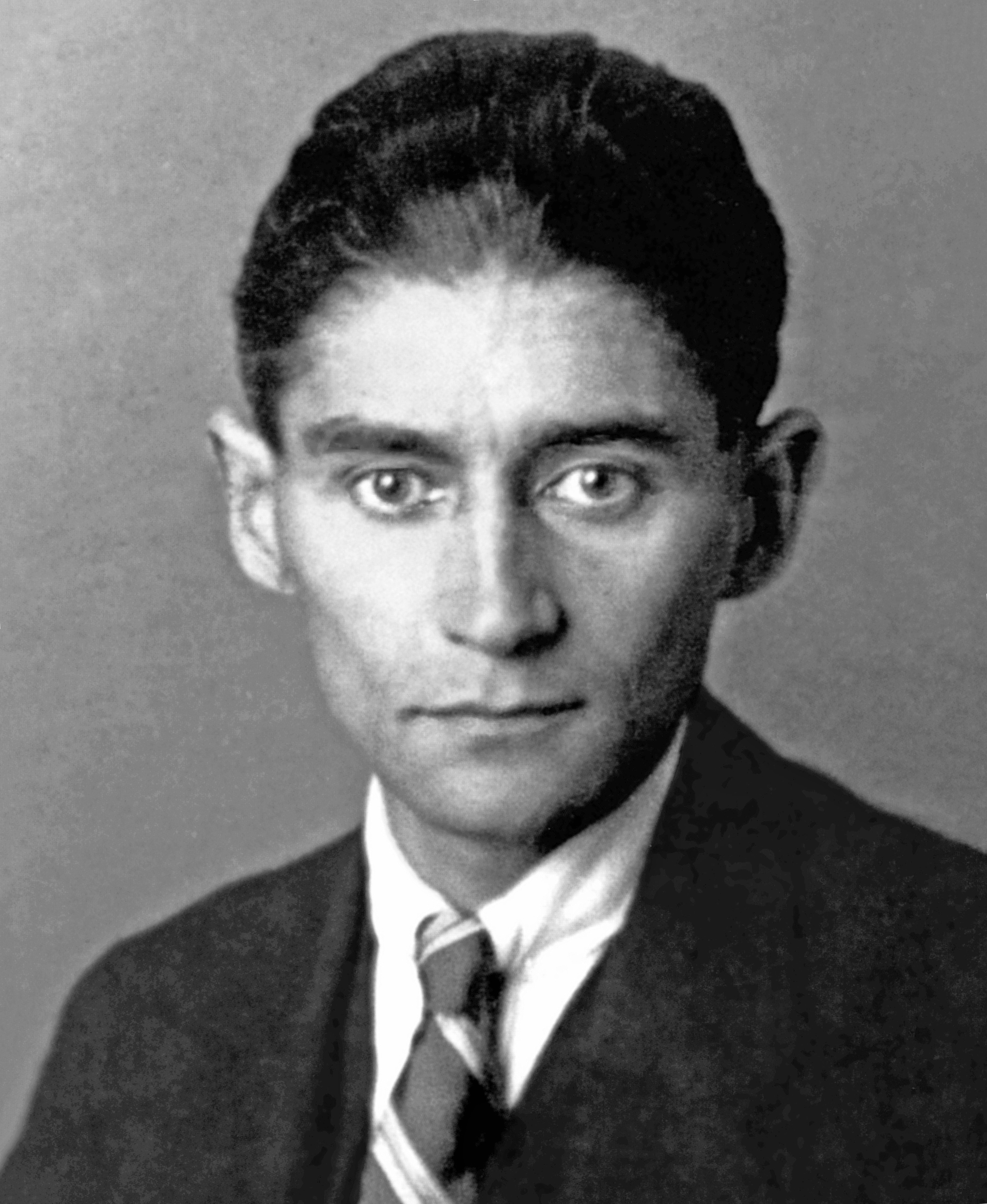
Franz Kafka

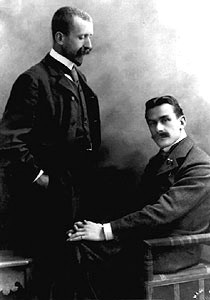
Heinrich Mann (l.) en Thomas Mann

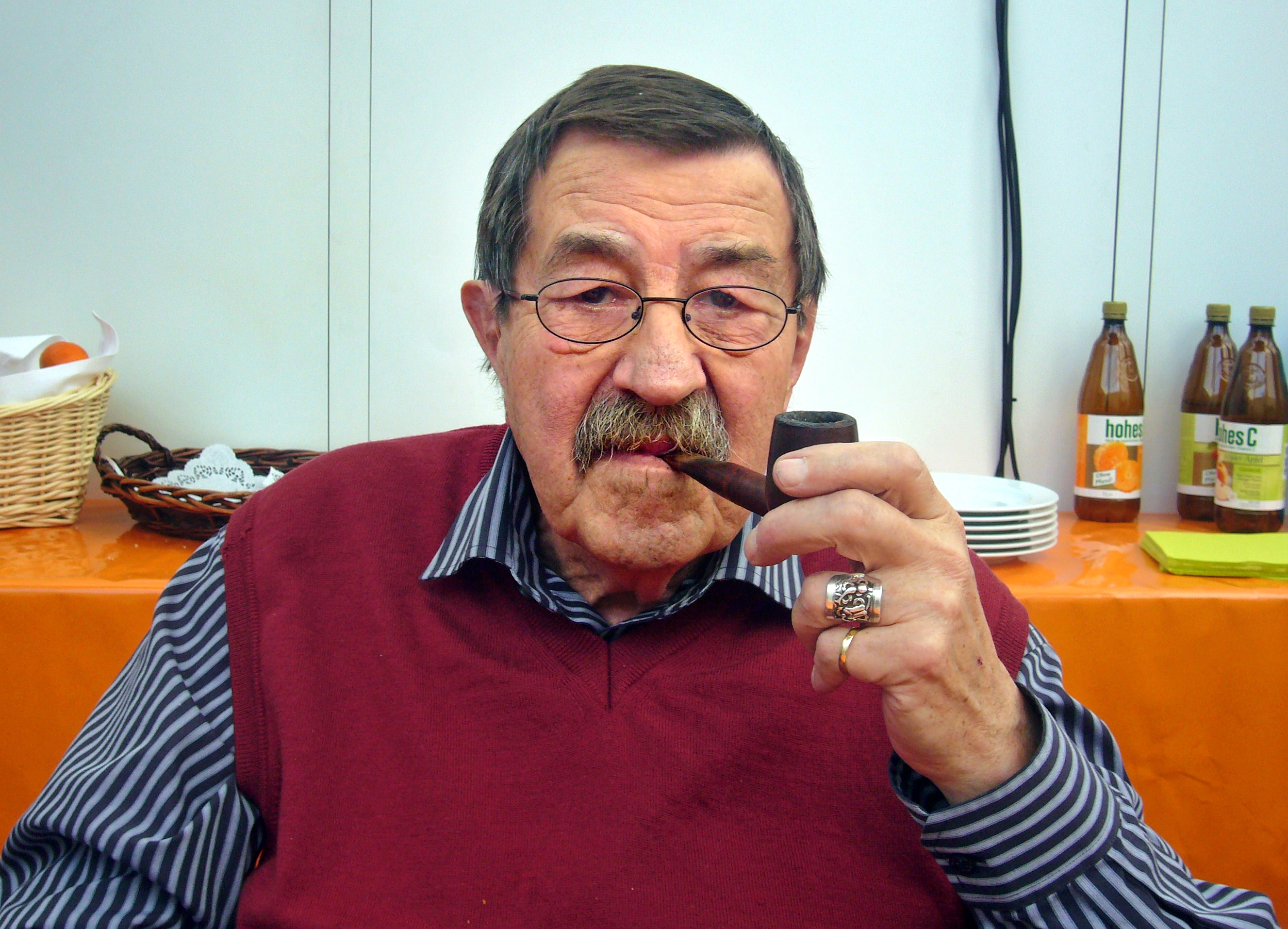
Günter Grass

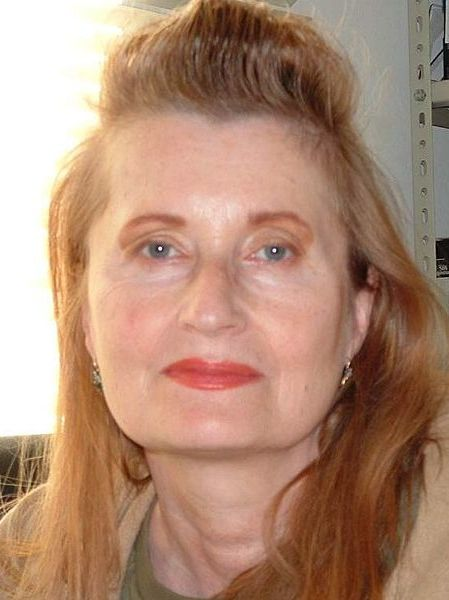
Elfriede Jelinek

Dit artikel bevat een incompleet overzicht van Duitstalige literaire schrijvers.

## Duitsland
- Stefan Andres
- Johann-Conrad Appenzeller
- Jurek Becker
- Johann Lorenz Benzler
- Heinrich Böll
- Zsuzsa Bánk
- Nora Bossong
- Bertolt Brecht
- Thomas Brussig
- Günter de Bruyn
- Hanns Cibulka
- Hedwig Courths-Mahler
- Alfred Döblin
- Michael Ende
- Wolfram von Eschenbach
- Johann Wolfgang von Goethe
- Christiane Gohl
- Oskar Maria Graf
- Günter Grass
- Theodor Fontane
- Gerhart Hauptmann
- Heinrich Heine
- Wolfgang Hilbig
- E.T.A. Hoffmann
- Friedrich Hölderlin
- Ludwig Ferdinand Huber
- Therese Huber, echtgenote van voorgaande
- Victor Aimé Huber, zoon van beide ouders voorgaand
- Erhart Kästner
- Erich Kästner
- Daniel Kehlmann
- Wolfgang Koeppen
- Reiner Kunze
- Manfred Kyber
- Siegfried Lenz
- Ulla Lenze
- Gotthold Ephraim Lessing
- Detlev von Liliencron
- Erika Mann
- Heinrich Mann
- Klaus Mann
- Thomas Mann
- Karl May
- Heiner Müller
- Novalis
- August von Platen
- Erich Maria Remarque
- Arno Schmidt
- Annette Seemann
- Friedrich von Schiller
- Johanna Schopenhauer
- Karl Sondershausen
- Jens Sparschuh
- Carl Sternheim
- Patrick Süskind
- Uwe Tellkamp
- Thomas Thiemeyer
- Martin Walser
- Peter Weiss
- Mathilde Wesendonck
- Arnold Zweig
- Stefanie Zweig

## Oostenrijk, inclusief vroegere Oostenrijkse gebieden
- Ilse Aichinger
- Vicki Baum
- Konrad Bayer
- Thomas Bernhard
- Hugo Bettauer
- Hermann Broch
- Max Brod
- Albert Ehrenstein
- Erich Fried
- Peter Handke
- Josef Haslinger
- Peter Henisch
- Hugo von Hofmannsthal
- Elfriede Jelinek
- Franz Kafka
- Jakov Lind
- Robert Musil
- Rainer Maria Rilke
- Joseph Roth
- Arthur Schnitzler
- Georg Trakl
- Franz Werfel
- Lida Winiewicz
- Josef Winkler
- Stefan Zweig

## Zwitserland

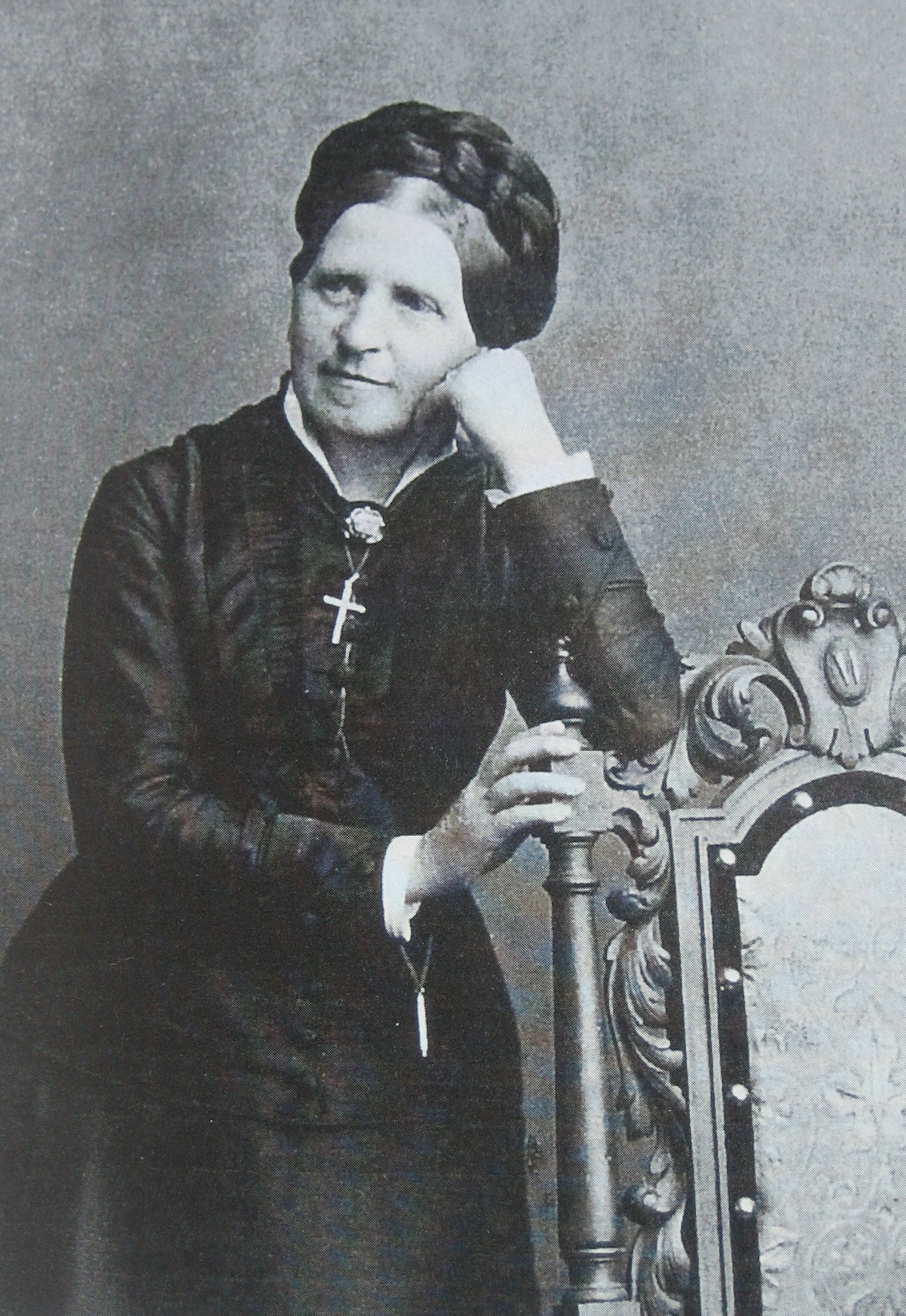
Johanna Spyri

- Olga Amberger (1882-1970)
- Silvia Andrea (1840-1935)
- Grethe Auer
- Elisabeth Baumgartner (1889-1957)
- Friedrich Dürrenmatt
- Max Frisch
- Laura Gonzenbach
- Hermann Hesse
- Anna Keller (1879-1962)
- Gottfried Keller
- Christian Kracht
- Pascal Mercier (1944-2023)
- Conrad Ferdinand Meyer
- Adolf Muschg
- Johann Heinrich Pestalozzi
- Annemarie Schwarzenbach
- Carl Spitteler
- Johanna Spyri
- Peter Stamm
- Martin Suter
- Robert Walser
- Heinrich Zschokke
- Fritz Zorn